# Estación de Los Santos de Maimona
Los Santos de Maimona es un apeadero ferroviario situado en el municipio español homónimo, en la provincia de Badajoz, comunidad autónoma de Extremadura. Cuenta con servicios de media distancia operados por Renfe. 

## Situación ferroviaria
Se encuentra en la línea férrea de ancho ibérico que une Mérida con Los Rosales, punto kilométrico 56,8 a 547 metros de altitud, entre las estaciones de Villafranca de los Barros y de Zafra Feria. El tramo es de vía única y está sin electrificar. 

## Historia
La estación fue abierta al tráfico el 3 de junio de 1879 con la puesta en funcionamiento del tramo Mérida-Zafra, de la línea férrea que pretendía unir Los Rosales, al norte de Sevilla con Mérida. Las obras corrieron a cargo de Manuel Pastor y Landero, ingeniero de caminos que logró la concesión en 1869. Ante las dificultades que sufría para continuar con las obras, en julio de 1880 decidió vender la concesión a MZA, sin embargo, llegó también a un acuerdo con la Compañía de los Ferrocarriles Extremeños, formada por acreedores del propio Pastor y Landero, lo que daría lugar a una larga batalla legal entre ambas empresas. Finalmente, MZA acabó pactando con los Ferrocarriles Extremeños y, previo pago, se quedó con la línea, concluyéndola en 1885. En 1941, tras la nacionalización del ferrocarril en España, la estación pasó a ser gestionada por RENFE. Desde el 31 de diciembre de 2004 Adif es la titular de las instalaciones.
Aunque históricamente fue una estación, en fechas recientes fue reconfigurada como un apeadero.

## Servicios ferroviarios

### Media Distancia
Un tren MD permite conexiones directas con Madrid y Sevilla, pudiendo alcanzar destinos intermedios como Mérida, Cáceres, Plasencia, Talavera de la Reina o Leganés. El servicio se limita a un tren diario por sentido. Los fines de semana, una rama de este tren se separa en Zafra con destino Huelva. 
| Línea MD | Trenes | Origen/Destino          |  | Destino/Origen             |
| -------- | ------ | ----------------------- |  | -------------------------- |
|          | MD     | Madrid-Atocha Cercanías |  | Huelva Sevilla-Santa Justa |